# Osiride (nome)
Osiride  è un nome proprio di persona italiano maschile.

## Varianti
- Maschili: Osiri[1], Osiris[2][3], Osilide[3]

### Varianti in altre lingue
- Bulgaro: Озирис (Oziris)
- Catalano: Osiris
- Ceco: Usir
- Croato: Oziris
- Egizio: Asar[4][5]
- Esperanto: Oziriso
- Francese: Osiris
- Greco antico: Ὄσιρις (Osiris)[3][4][5]
- Greco moderno: Όσιρις (Osiris)
- Inglese: Osiris[5]
- Islandese: Ósíris
- Latino: Osiris[1][3][5]
- Lettone: Ozīriss
- Lituano: Ozyris
- Olandese: Osiris
- Polacco: Ozyrys
- Portoghese: Osíris
- Russo: Осирис (Osiris)
- Serbo: Озирис (Oziris)
- Slovacco: Usir
- Sloveno: Oziris
- Spagnolo: Osiris
- Ucraino: Осіріс (Osiris)
- Ungherese: Ozirisz

## Origine e diffusione

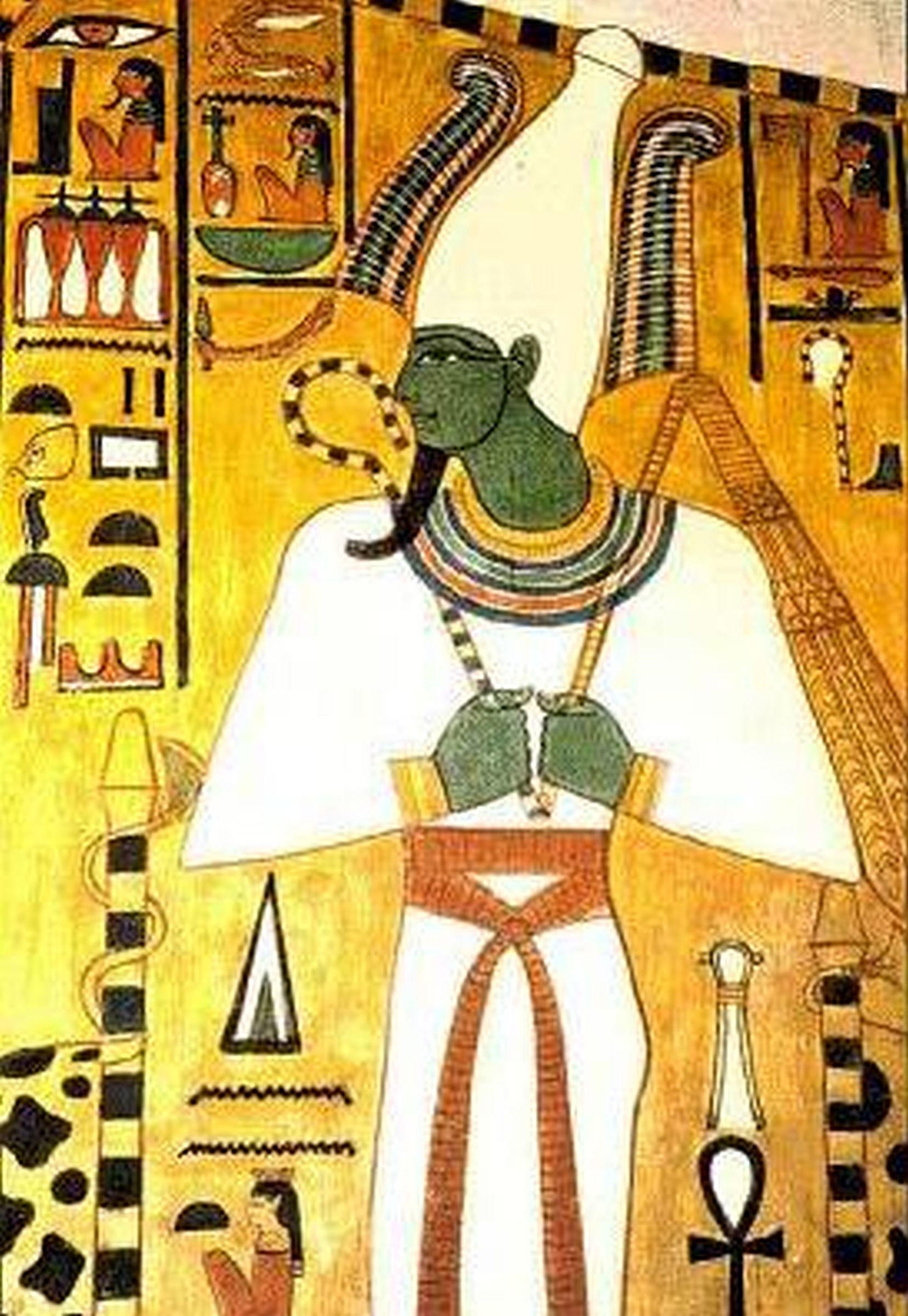
Raffigurazione di Osiride nella tomba di Nefertari

È il nome del dio egizio dei morti e dell'aldilà, Osiride, adattato dall'egizio Asar o Hasar tramite il greco Ὄσιρις (Osiris) e il latino Osiris. Il significato è ignoto; alcune fonti propongono "dai molti occhi".
Il nome in Italia gode di scarsa diffusione, ed è attestato principalmente al Nord e al Centro. La forma Osiris, più che una ripresa classicheggiante, è dovuta alla fama dell'attrice Wanda Osiris.

## Onomastico
Il nome è adespota, cioè non è portato da alcun santo, quindi l'onomastico ricorre il 1º novembre in occasione di Ognissanti.

## Persone
- Osiride Pevarello, attore e stuntman italiano

### Variante Osiris
- Osiris Eldridge, cestista statunitense
- Osiris Ricardo, cestista dominicano